# Lord Belial
Lord Belial es una banda sueca de black metal, formada en Trollhättan en 1992. Lord Belial abandonó su vieja discográfica No Fashion Records en 2002 cuando la firma les impidió grabar la canción "Purify Sweden". La canción contenía referencias controversiales a la fuerza del patriotismo sueco, la antirreligión y la guerra. Más tarde sacaron un sencillo en vinilo bajo el sello Metal Fortress Entertainment. La actual firma de la banda es Regain Records. En el 2009 dieron el anuncio en su página web que todas las actividades de Lord Belial habían sido detenidas debido a un problema con el baterista Micke Backelin, solo diciendo que si su problema mejorara tal vez se dieran a la tarea de poner todo en marcha de nuevo.
En el 2010 anunciaban su regreso años escenarios, pero sólo duraron hasta el 2011, en el 2013 fue su segundo regreso, el cual duró hasta el 2015. En 2020 se reúnen de nuevo, este fue su regreso definitivo a los escenarios y a música, en 2022 firmaron con Hammerheart Records y publicon su álbum más reciente, de nombre Rapture, recibiendo críticas positivas en general.

## Miembros

### Actuales
- Thomas "Dark" Backelin - Guitarra, vocals
- Anders "Bloodlord" Backelin - Bajo
- Micke "Sin" Backelin - Batería
- Niclas "Vassago" Andersson - Guitarra (1992–2000, 2001–2003, 2006–)

### Exmiembros
- Daniel "Mojjo" Moilanen - Batería
- Fredrik "Plague" Wester - Guitarra (2000, 2002)
- Hjalmar Nielsen - Guitarra
- Jenny "Lilith" Andersson - Flauta (1993–1999 & Kiss the Goat)
- Cecilia Sander - Flauta (Into the Frozen Shadows & Angelgrinder)
- Catharina Jacobsson - Flauta (Enter the Moonlight Gate)
- Annelie Jacobsson - Flauta (Unholy Crusade)
- Jelena Almvide - Violonchelo (Enter the Moonlight Gate & Unholy Crusade)

## Discografía
- Kiss The Goat (Full length, 1994)
- Enter the Moonlight Gate (Full length, 1996)
- Unholy Crusade (Full length, 1999)
- Angelgrinder (Full length, 2002)
- Doomed By Death (Split, 2002)
- Purify Sweden (Single, 2003)
- Scythe of Death (EP, 2003)
- The Seal of Belial (Full length, 2004)
- Nocturnal Beast (Full length, 2005)
- Revelation (Full length, 2007)
- The Black Curse (Full length, 2008)
- Rapture (Full Length, 2022)

Otras apariciones
- Sepulchral Feast: A Tribute to Sepultura con la canción "Crucifixion" (1998)

### Videografía
- Night Divine (VHS, 2001)
- Mark of the Beast (DVD, 2004)